# Proanthocyanidine de type A

Selliguéaine A, une propélargonidine de type A isolée du rhizome de la fougère Selliguea feei.

Les proanthocyanidines de type A (encore appelés proanthocyanidols de type A) sont un type de tanins condensés caractérisés par la présence de deux liaisons interflavaniques, une de type C-4 → C-8 et l'autre de type éther C-2 → O → C-7.

## Exemples
Procyanidines de type A
Dimères : Procyanidine A1 - A2

Trimères : Cinnamtannin B1

Tétramères : Arecatannin A2
Propélargonidines de type A
Dimères : géranines A et B

Trimère : Selliguéaine A

## Synthèse chimique
Le 2,2-diphényl 1-picrylhydrazyle (DPPH) est un radical libre permettant par exemple la conversion de la procyanidine B1 (procyanidine de type B) en la procyanidine A1 (procyanidine de type A) par réaction d'oxydation en conditions neutres.